# Merab Gagunaixvili
Merab Gagunaixvili (en georgià: მერაბ გაგუნაშვილი); nascut el 3 de gener de 1985, és un jugador d'escacs georgià, que té el títol de Gran Mestre des de 2002 (obtingué el títol amb només 17 anys).
A la llista d'Elo de la FIDE del gener de 2022, hi tenia un Elo de 2573 punts, cosa que en feia el jugador número 4 (en actiu) de Geòrgia. El seu màxim Elo va ser de 2625 punts, a la llista d'abril de 2007 (posició 100 al rànquing mundial).

## Resultats destacats en competició
El 2001, va guanyar la medalla d'argent al Campionat del món juvenil (rere Péter Ács). El 2004 es proclamà campió de Geòrgia. Va participar en el Campionat del món de la FIDE de 2004, però fou eliminat a la primera ronda per Sembat Lputian.
L'abril de 2005 empatà al segon lloc a l'Obert de Dubai, amb nou altres escaquistes (el campió fou Wang Hao). El 2006 fou tercer al fort torneig de San Marino (el campió fou Vadim Milov).
El 2006-2007 va guanyar la 82a edició del Congrés d'escacs de Hastings, empatat a punts amb Valeriy Neverov.
El 2008 empatà al primer lloc a l'obert de Dubai amb Wesley So (campió per desempat), Ehsan Ghaem Maghami i Li Chao El 2009 empatà als llocs 3r–8è amb Anton Filippov, Elshan Moradiabadi, Vadim Malakhatko, Alexander Shabalov i Niaz Murshed al torneig Ravana Challenge a Colombo. El 2010 va guanyar la Copa Municipal de Tbilisi, i empatà als llocs 3r–6è amb Ding Liren, Zhou Jianchao i Anton Filippov al primer Memorial Florencio Campomanes a Manila
El 2011 empatà als llocs 1r–4t amb Qadir Huseynov, Ievgueni Gléizerov i Serguei Tiviàkov al fort 19è torneig obert Fajr, a l'Iran.

### Participació en competicions per equips
Gagunaixvili ha participat, representant Geòrgia, en quatre Olimpíades d'escacs, totes les edicions celebrades entre els anys 2002 i 2010, llevat de la de 2008 (amb un total de 22½ punts de 35 partides, un 64,3%). A l'edició de 2002 hi participà com a MI, i a partir de 2004 com a GM.